# Batalla de Muye
La Batalla de Muye (o Mu) (牧野之戰) va ser lluitada en la Xina en el 1046 aC. La batalla va donar lloc a la final de la dinastia Shang, i el començament de la dinastia Zhou.

## Antecedents
En el segle xiii aC, la influència de Shang havia abastat fins al que ara és la província de Gansu, una regió que va ser ocupada pels clans coneguts com els Zhou. El Rei Wen de Zhou (Ji Chang), el governant dels Zhou, que era un vassall Shang, havia rebut el títol de "Comte d'Occident" pel Rei Di Xin de Shang (Rei Zhou). Di Xin utilitzà al Duc Wen per vigilar la seva rereguarda mentre ell va estar involucrat en una campanya al sud-est.
Finalment Di Xin, tement el creixent poder de Duc Wen, l'empresonà. Tot i que Wen va ser posat en llibertat més tard, la tensió entre els shang i els zhou va créixer. Wen preparà el seu exèrcit, i va conquistar uns pocs estats petits lleials a Shang, així doncs, debilitant a poc a poc els aliats de Shang. Això no obstant, el Duc Wen va morir en el 1050 aC abans de l'ofensiva real de Zhou en contra de Shang. Wen de Zhou va comptar amb el suport de Shu.

## Conseqüències
Després de la batalla, Zhou de Shang es va cremar fins a la mort al seu palau. El Rei Wu de Zhou va matar la seva consort Daji en trobar-la. Els funcionaris de Shang van ser alliberats sense càrrecs i alguns després van treballar com a funcionaris de Zhou. El magatzem de cereals imperial es va obrir immediatament després de la batalla per alimentar la població famolenca. La batalla va marcar el final de la dinastia Shang i l'inici de la dinastia Zhou.